# Co van Calcar
Co van Calcar (Koog aan de Zaan, 1935 – Parijs, 1986) was een Nederlands psycholoog en onderwijsvernieuwer. Hij was voorvechter van een onderwijssysteem gericht op gelijke kansen voor iedereen. Hij zette daartoe speciale projecten op voor kinderen uit achterstandssituaties. Hij legde daarmee de basis voor onderwijsstimuleringsbeleid en het onderwijsvoorrangsbeleid. In 1986 werd hij benoemd tot buitengewoon hoogleraar aan de Universiteit van Amsterdam. Hij kwam om het leven bij een verkeersongeval. 
Belangrijkste werk: 
- Innovatieproject Amsterdam (1976,1977)
- Een ambigue verwijzing: over de mogelijkheden van verbetering van ontwikkelingskansen van kinderen in achterstandssituaties (1986; inaugurele rede).